# Adaptive Multi-Rate
Adaptive Multi-Rate (AMR ou AMR-NB) é um esquema de compressão de áudio patenteado, otimizado para codificação de voz. O AMR foi adotado como o codec de áudio padrão pela 3GPP em outubro de 1998 e é agora amplamente usado em GSM e UMTS. Ele usa adaptação de ligação para escolher um de oito bit rates diferentes, baseado em condições de ligação.
AMR também é um formato de arquivo para armazenar áudio falado usando o codec AMR.